# 臺灣省戒嚴令

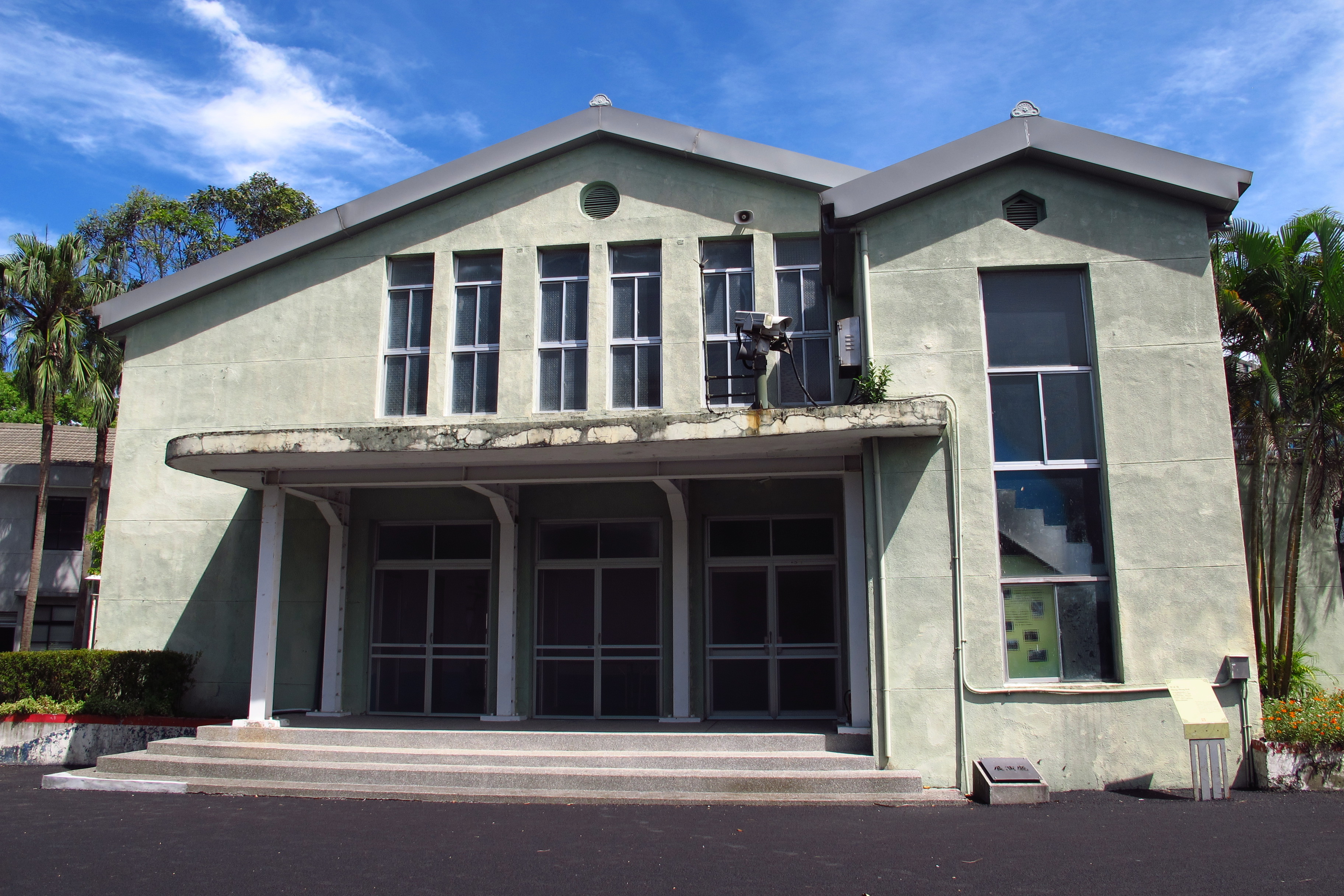
新店區二十張的景美軍事看守所

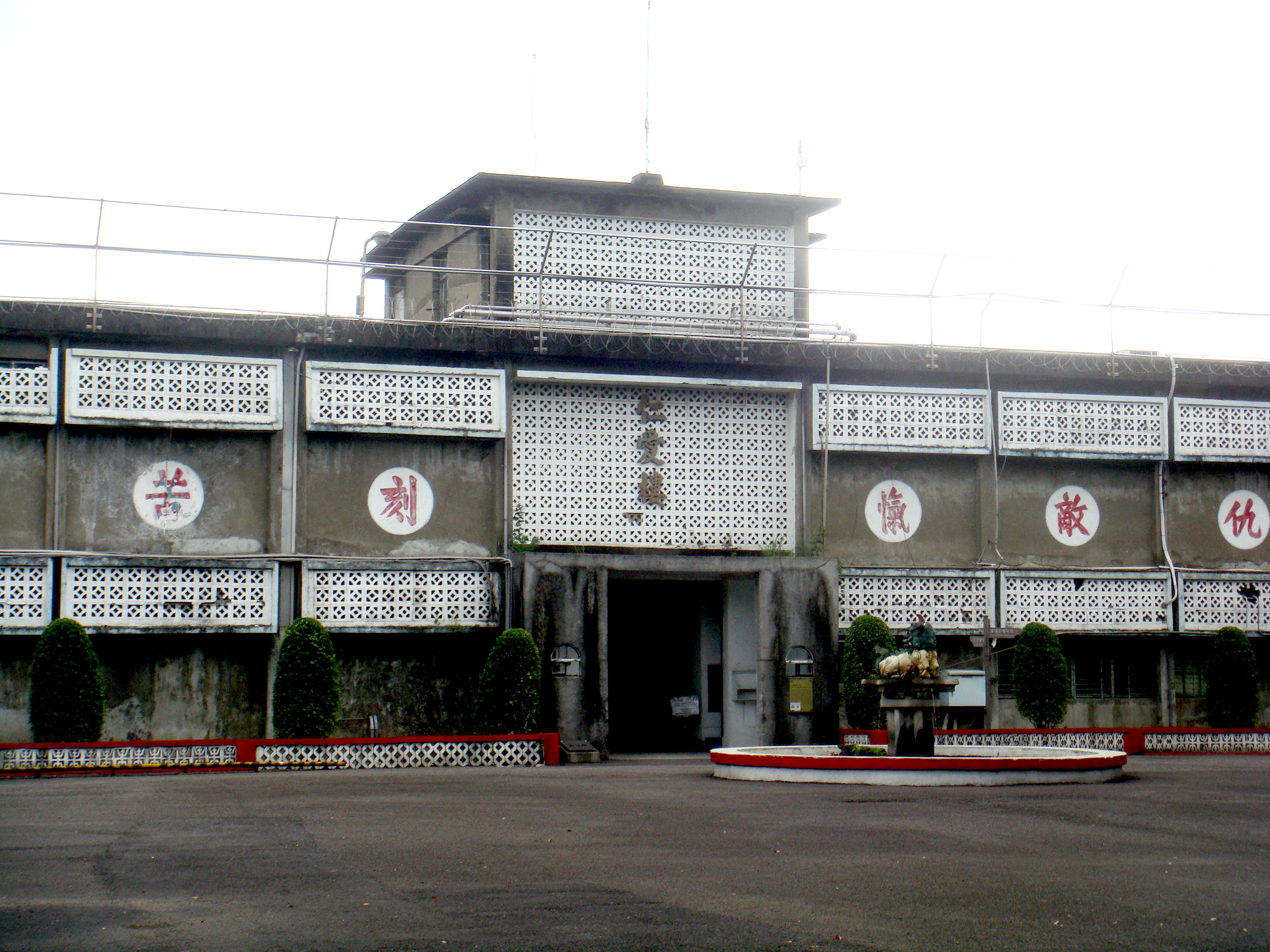
景美軍事看守所主樓「仁愛樓」，上掛有「同仇敵愾，刻苦耐勞」的文字

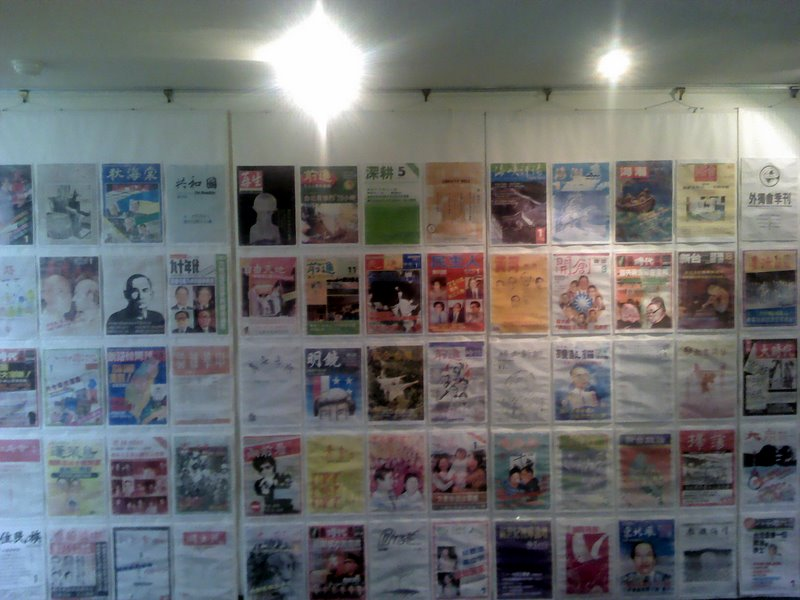
臺灣戒嚴時期各種短命的黨外雜誌

《臺灣省戒嚴令》，全稱為《臺灣省政府、臺灣省警備總司令部佈告戒字第一號》，是由時任中華民國臺灣省政府主席兼臺灣省警備總司令陳誠於1949年5月19日頒佈的戒嚴令，宣告自同年5月20日零時（中原標準時間）起在臺灣省全境實施戒嚴。
此戒嚴令頒布時，臺灣省轄區包含臺灣本島與周邊附屬島嶼、以及澎湖群島，即戒嚴令解除時的臺灣省、臺北市及高雄市。以臺灣省來說，第一次戒嚴是二二八事件發生時，由時任臺灣省行政長官兼警備總司令陳儀所發布，此次是第二次實施戒嚴，在5月20日生效後，臺灣省歷經同年11月2日納入全國戒嚴令範圍，至1987年由時任中華民國總統蔣經國宣佈7月15日解除戒嚴為止。該戒嚴狀態持續38年56天，在臺灣歷史分期上，又被稱為「戒嚴時期」。

## 背景
由於第二次國共內戰情勢對中華民國政府趨於不利，1948年（民國37年）12月10日，總統蔣中正發布戒嚴令，史稱第一次全國戒嚴令，而與戰場較遠未受到影響的新疆省、西康省、青海省、臺灣省、西藏地方則不在範圍之內。直到1949年（民國38年）5月19日，臺灣省全境宣佈自20日起戒嚴。

### 納入全國戒嚴令範圍
《臺灣省戒嚴令》頒佈後，中華民國政府在中國大陸的统治情勢持續惡化，1949年（民國38年）7月7日，代理總統李宗仁發佈第二次全國戒嚴令，東南軍政長官公署於10月2日呈請行政院將臺灣劃為接戰區域，行政院於11月2日批准，臺灣納入全國戒嚴令範圍:224,226，1950年（民國39年）3月14日，立法院第五會期第六次會議追認海南島和臺灣劃作接戰地域並實施戒嚴。

### 其他相關法令
自從戒嚴令頒佈後，中華民國政府陸續頒佈了卅餘道各項管制法令以限制相關憲法賦予人民的自由權利。較爲重要的有：《戒嚴期間防止非法集會結社遊行請願罷課罷工罷市罷業等規定實施辦法》《臺灣省戒嚴期間新聞紙雜誌圖書管制辦法》《懲治叛亂條例》《戡亂時期檢肅匪諜條例》《戡亂建國教育實施綱要》等。

### 連坐保證制度
臺灣省政府在1949年（民國38年）7月9日開始全面實行省政府員工的連坐保證制度，未有保證人具保者不予雇用。在此之前，最早由臺中市於5月16日對轄內公務員與教師實施的連坐保證制度。從公務人員開始，該制度逐步擴及到臺灣社會幾乎所有公私機構單位，成爲戒嚴時期遍及臺灣絕大多數人口的基本政治審查制度之一。部分內容至今仍存在於臺灣一些公司行號的人事作業流程中。1950年（民國39年）4月3日，臺灣省政府頒布「臺灣反共保民委員會組織辦法」:310，並令各縣市剋日成立:310。

## 戒嚴令的解除

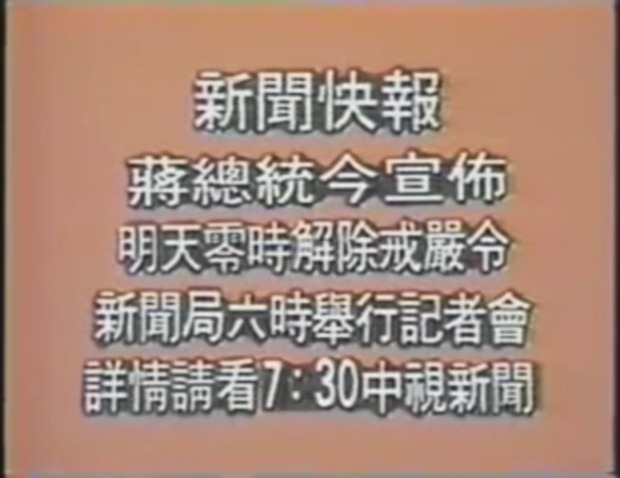
中視新聞的政令宣導字卡

戒嚴本為國共內戰下的產物，而國共內戰也因為中共領導人鄧小平停止炮击外岛并改革開放後逐步拋棄计划经济模式而發生質變。總統蔣經國在一開始採取「不接觸、不談判、不妥協」的三不政策與三民主義統一中國的口號以對抗一國兩制，但在中华人民共和国“改革开放”政策实施后，加上台湾统独议题发酵，國共之間的矛盾漸漸緩和。而國內訴求改革的黨外運動，亦由早期的五龍一鳳、雷震事件等單一格局逐步演變為連串具組織理念的街頭運動，如中壢事件、橋頭事件、美麗島事件等進而推動了戒嚴令解除的歷史條件。
1980年代起國際冷戰局面發生重大變化、國共對抗日趨和緩，兩岸關係卻面臨陸續發生的林宅血案、陳文成案、江南案、六二七事件、自由之愛運動、三七事件、岩灣事件等各種複雜情勢演變，黨外運動人士開始出現要求徹底解嚴的臺灣民主化運動，抗議的民眾高舉「只要解嚴、不要國安法」、「百分之百解嚴」等標語。如以1986年5月19日黨外運動人士於臺北中山堂舉行的519綠色行動。
1987年6月5日，三七事件被媒體報導與首屆民進黨立法委員吳淑珍等人在立法院質詢而曝光；17日，美國眾議院通過《臺灣民主決議案》（H.R.1777）：呼籲中華民國政府終止戒嚴令、取消黨禁、加速實現民主政治，包含保障言論和集會自由，為實現具代表性政府而應全面改選中央民意；總統蔣經國下令徹查；12月，美國參議院通過同的《臺灣民主決議案》。
7月14日，總統蔣經國頒布總統令，行政院院長俞國華與國防部部長鄭為元共同副署，宣告7月15日凌晨零時起解除臺灣地區（當時指臺灣省、臺北市及高雄市）的戒嚴令（簡稱「解嚴」），在臺灣實施達38年又2個月的戒嚴令自此走入歷史。總統令同時還宣佈廢止戒嚴期間依據《戒嚴法》制定的30項相關法令，而中華民國國防部也對237位於戒嚴時期遭軍法審判的民眾予以減刑或釋放。11月2日，進一步開放退休與退伍人員經由第三地轉赴大陸探親。
而接近中華人民共和國的福建省金門縣、連江縣依照1956年（民國45年）6月23日行政院頒布之《金門、馬祖地區戰地政務實驗辦法》實施戰地政務。而國防部於1991年《動員戡亂時期臨時條款》以金馬位處前線，且在共軍火砲射程之內，隨時有遭受攻擊之虞，在中共尚未放棄武力犯臺之前仍屬接戰地域的情況下發布臨時戒嚴令；直到1992年11月7日同時解除臨時戒嚴令與戰地政務實驗辦法，歷時近43年。1994年5月13日，中华民国政府取消了民众前往金门和马祖的限制。

## 戒嚴令的影響

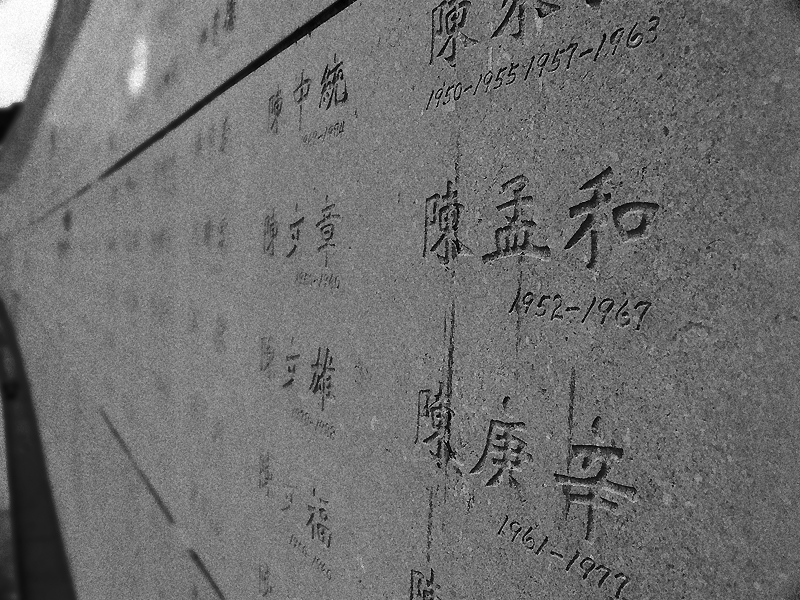
臺東縣綠島人權紀念碑：一道長約十來公尺的石牆上，刻滿當年在白色恐怖下的犧牲者名單

頒佈戒嚴令是影響臺灣社會發展的重要歷史事件。依據《戒嚴法》規定：「在宣布戒嚴期間，由戒嚴地域的最高司令官掌管行政事務及司法事務」，政府為便利戰時管理而在國共內戰期間執行，人民自由與基本人權，包括集會、結社、言論、出版、旅遊等權利被限縮，即所謂黨禁、報禁、海禁、出國旅遊禁等，在此段時期言論自由受到普遍限制。政府用相關法令條文對中國共產黨人士、政治上持異議人士（多為黨外人士）進行逮捕、軍法審判、關押或處決．負責執行的臺灣警備總司令部在時任總統蔣中正指示下徹底執行，此間臺灣常有人突然失蹤，不時傳出冤獄，被稱為「臺灣白色恐怖時期」一直到1984年12月，最後兩個在1950年代的終身監禁的政治犯林書揚與李金木，在坐滿34年又7個月以上的牢後，才釋放出獄。

### 政治關聯案件人數統計
臺灣民間真相與和解促進會蒐集整理戒嚴時期死刑犯名單，截至2013年底的統計，共1,061人。
1988年11月5日時任法務部主任檢察官陳守煌在立法院內政委員會會議報告戒嚴38年內「軍事機關判決非現役軍人的刑事案件」統計共29,407件。
根據前立法委員謝聰敏的統計，自1950年（民國39年）起迄1987年（民國76年）解除戒嚴爲止，臺灣政治相關案件，牽涉人數達140,000人，主要用來槍決中共、匪諜、親共者與政治犯。1996年（民國85年）6月4日，謝聰敏在臺北告訴陶涵，官方宣佈抓人數字是29,407人。如果王昇估計大約15%被捕者遭到槍決是正確無誤，這三十八年間，處死的總數在4,500人左右:229-230。
魏廷朝和陳水扁稱根據法務部向立法院所提交之一份報告的資料顯示，戒嚴時期，軍事法庭受理的政治案件29,407件，官方最保守估計的無辜被害者約14萬人。根據司法院透露，政治案件約6、7萬件，如以每案平均3人計算，受軍事審判的政治受難人，應當在20萬人以上，他們是戒嚴的最直接犧牲者。其中，1960年（民國49年）那一年，執政當局將12萬6875人列為「行蹤不明」人口而予以撤籍。由此推論，當時受迫害致死的人數應極多。
據中國大陸官方媒體《環球時報》報導，1949年（民國38年）前後中共總共派出1500餘名特工進入臺灣，被中華民國政府審判處決的就有1100餘人。中國人民解放軍總政聯絡部於2013年（民國102年）12月在北京西山國家森林公園建設無名英雄廣場以紀念。

## 程序合法性之爭議
2009年，獨派人士謝聰敏與白色恐怖政治受難者團體指臺灣省警備總司令部當年發布的戒嚴令未依法按級呈報代理總統李宗仁，再由總統提交立法院追認，因此，依法無效。中華民國政府依無效的戒嚴令侵害部分人士的人身自由及財產權，但司法院大法官卻不受理釋憲，他們要求監察院彈劾大法官、糾舉大法官失職。
依照中華民國政府之文書記錄，戒嚴與解嚴係依照下列流程執行。
| 日期                     | 日期                     | 事件                                                             | 對臺灣、澎湖之影響                                  | 對金門、馬祖之影響                                    |
| ------------------------ | ------------------------ | ---------------------------------------------------------------- | --------------------------------------------------- | ----------------------------------------------------- |
| 1947年                   | 2月28日                  | 臺灣省行政長官陳儀頒布台北市臨時戒嚴令（二二八事件）             | 開始戒嚴                                            | —                                                     |
| 1947年                   | 3月1日                   | 臺灣省行政長官陳儀宣告解除戒嚴                                   | 解除戒嚴                                            | —                                                     |
| 1947年                   | 3月9日                   | 臺灣省行政長官陳儀頒布戒嚴令（二二八事件）                       | 開始戒嚴                                            | —                                                     |
| 1947年                   | 5月16日                  | 臺灣省政府主席魏道明宣告解除全省戒嚴                             | 解除戒嚴                                            | —                                                     |
| 1948年                   | 12月10日                 | 根據《動員戡亂時期臨時條款》，總統蔣中正頒布第一次《全國戒嚴令》 | （不在戒嚴令範圍）                                  | 開始戒嚴                                              |
| 1949年                   | 5月20日                  | 臺灣省政府主席陳誠頒布《臺灣省戒嚴令》                           | 開始戒嚴                                            | 繼續戒嚴                                              |
| 1949年                   | 7月7日                   | 代理總統李宗仁頒布第二次《全國戒嚴令》                           | 繼續戒嚴（不在範圍但省令有效）                      | 繼續戒嚴（自警戒地域改為接戰地域）                    |
| 1949年                   | 11月2日                  | 行政院院長閻錫山宣告臺灣納入全國戒嚴令接戰地域                   | 繼續戒嚴（全國戒嚴令取代省戒嚴令）                  | 繼續戒嚴                                              |
| 1987年                   | 7月15日                  | 總統蔣經國宣告臺灣地區解嚴                                       | 解除戒嚴                                            | 繼續戒嚴                                              |
| 1991年                   | 5月1日                   | 總統李登輝宣告動員戡亂時期終止，公布廢止《動員戡亂時期臨時條款》 | —                                                   | 繼續戒嚴                                              |
| 1991年                   | 5月1日                   | 陸軍金門與馬祖防衛司令部司令官頒布轄區臨時戒嚴令                 | —                                                   | 繼續戒嚴                                              |
| 1992年                   | 11月7日                  | 金門與馬祖防衛司令部司令官宣告轄區解除臨時戒嚴令                 | —                                                   | 解除臨時戒嚴令（二次戒嚴令）                          |
| 長期戒嚴之起訖日期與長度 | 長期戒嚴之起訖日期與長度 | 長期戒嚴之起訖日期與長度                                         | 1949年5月20日至1987年7月15日 （13,935天；38年56天） | 1948年12月10日至1992年11月7日 （16,038天；43年333天） |

而其中之爭議焦點在1949年11月「將臺灣納入全國戒嚴令接戰地域」之行政流程是否符合《戒嚴法》之規定。

2010年，監察委員黃煌雄等提出調查報告指出
1948至1949年有三次全國戒嚴令，1949年5月20號發佈的第二次全國戒嚴令是否有依戒嚴法第3條送立法院追認無從考究，1949年11月22日第三次全國戒嚴令如未經總統宣告發布（代理總統李宗仁當時並不在中華民國境內，不可能簽字公告，不符憲法第39條規定），形式要件不完整，法定程序有瑕疵，則戒嚴令因欠缺形式法效而失效，軍事審判機關的審判權就有瑕疵，戒嚴時期因案被宣告沒收之財產「恐須重新審酌」，當然也會發生其後的救濟問題。但最終相關法律的認定是司法院大法官會議。
謝聰敏等人對監察院調查結果感到振奮，他們表示自己因為在戒嚴時期遭到軍法審判而坐牢，如果監察委員認定戒嚴令有瑕疵，那麼當時的審判就站不住腳，他們將根據這項調查報告向大法官聲請釋憲、爭取平反及冤獄賠償。民主進步黨籍立法委員管碧玲表示沒有依照憲法程序實施戒嚴令是違法、不合法的，「不合法的戒嚴令實施後，使多少人民的生命、自由、財產因此受到剝奪、被軍事審判，這些怎麼辦？應該要慎重研議國家補救的體制！」被列入黑名單的立法委員蔡同榮也說：臺灣人很無辜，實施戒嚴令讓海內外的鄉親受害很大，他因此在美國30年卻有家歸不得，他要求政府應該追查相關法律責任、補償。

## 解除戒嚴後
解除戒嚴對臺灣社會帶來以下改變：
- 出入境及出版物的管理由國防部移交內政部警政署及行政院新聞局負責。1987年12月1日，行政院新聞局宣布，自1988年1月1日起，開放報禁[46]:429。解除報紙限證在29家、每份限三大張、限印於發行地點內之束縛。
- 1987年11月5日，行政院會議通過《人民團體組織法草案》，將政治團體列為人民團體之一，受該法約束。新籌組政黨有二十多個；直到1989年1月20日，立法院三讀通過《人民團體法》，各政治團體均得依法自由成立，「並從事選舉自由活動」[46]:429。開放民眾登記政治團體，人民可依法組黨結社、組織參加集會遊行及從事政治活動。

## 外部連結
- 那個時代：戒嚴時代…座談會對談紀錄 （页面存档备份，存于）, 鄭南榕紀念館, 2012-8-30
- 財團法人戒嚴時期不當叛亂暨匪諜審判案件補償基金會 （页面存档备份，存于）